# Sigmund Løvåsen
Sigmund Løvåsen (født 16. august 1977 i Trysil) er en norsk forfatter og dramatiker, der skriver på nynorsk. 
Løvåsen har gået på Forfatterstudiet i Bø og studeret ved Universitetet i Oslo og Litterär Gestaltning ved Göteborgs Universitet. Han debuterede i 2003 med romanen Nyryddinga, som han modtog flere priser for. Også opfølgeren Brakk (2006) vakte stor opmærksomhed hos kritikerne. Løvåsen er fra marts 2012 leder af Den Norske Forfatterforening.

## Priser
- Tarjei Vesaas' debutantpris 2003, for Nyryddinga
- P2-lytternes romanpris 2003, for Nyryddinga
- Sigmund Skard-stipendiet 2006
- Bjørnsonstipendiet 2010